# Fast & Furious (franchise)

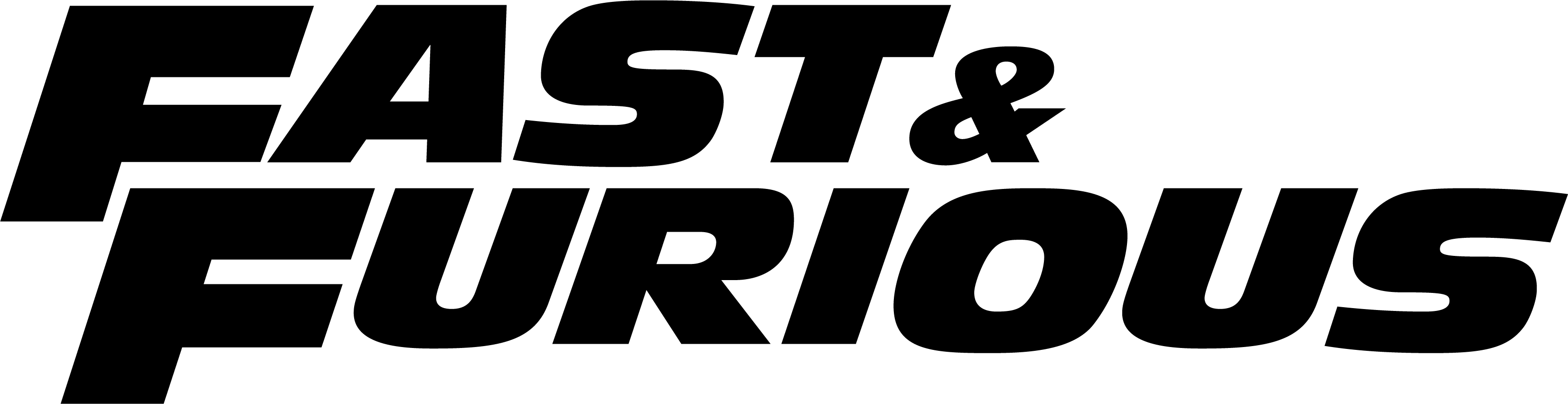
Logo del franchise

Fast & Furious, nota anche come Fast and Furious, è una serie cinematografica statunitense di film d'azione basata principalmente sulle corse d'auto clandestine. A partire dal quarto film la serie muta in parte i suoi connotati caratteristici, aggiungendo elementi che l'avvicinano sempre più al filone dei film di spionaggio e degli heist movie.
La serie verte sulle vicende di due personaggi, Dominic Toretto e Brian O'Conner, interpretati rispettivamente da Vin Diesel e Paul Walker; tuttavia, a seguito della prematura scomparsa di Walker, il personaggio di O'Conner è stato fatto uscire di scena a partire dall'ottavo film. Negli anni la serie si è trasformata sempre più in un ensemble cast e ha visto aggiungersi, fra gli altri, icone del cinema d'azione come Dwayne Johnson, Jason Statham, Gal Gadot, Kurt Russell, Charlize Theron, John Cena e Jason Momoa.
Il franchise comprende anche uno spin-off, due cortometraggi e una serie animata.

## Film
| Film                                  | Titolo originale                      | Data di uscita USA | Regia            | Sceneggiatura                                   | Produttori                                                                                              |
| Serie principale                      | Serie principale                      | Serie principale   | Serie principale | Serie principale                                | Serie principale                                                                                        |
| ------------------------------------- | ------------------------------------- | ------------------ | ---------------- | ----------------------------------------------- | --- |
| Fast and Furious                      | The Fast and the Furious              | 22 giugno 2001     | Rob Cohen        | David Ayer, Erik Bergquist, Gary Scott Thompson | Neal H. Moritz                                                                                          |
| 2 Fast 2 Furious                      | 2 Fast 2 Furious                      | 6 giugno 2003      | John Singleton   | Michael Brandt, Derek Haas                      | Neal H. Moritz                                                                                          |
| The Fast and the Furious: Tokyo Drift | The Fast and the Furious: Tokyo Drift | 16 giugno 2006     | Justin Lin       | Chris Morgan                                    | Neal H. Moritz                                                                                          |
| Fast & Furious - Solo parti originali | Fast & Furious                        | 3 aprile 2009      | Justin Lin       | Chris Morgan                                    | Neal H. Moritz, Vin Diesel, Michael Fottrell                                                            |
| Fast & Furious 5                      | Fast Five                             | 29 aprile 2011     | Justin Lin       | Chris Morgan                                    | Neal H. Moritz, Vin Diesel, Michael Fottrell                                                            |
| Fast & Furious 6                      | Fast & Furious 6                      | 24 maggio 2013     | Justin Lin       | Chris Morgan                                    | Neal H. Moritz, Vin Diesel, Clayton Townsend                                                            |
| Fast & Furious 7                      | Furious 7                             | 3 aprile 2015      | James Wan        | Chris Morgan                                    | Neal H. Moritz, Vin Diesel, Michael Fottrell                                                            |
| Fast & Furious 8                      | The Fate of the Furious               | 14 aprile 2017     | F. Gary Gray     | Chris Morgan                                    | Chris Morgan, Neal H. Moritz, Vin Diesel, Michael Fottrell                                              |
| Fast & Furious 9 - The Fast Saga      | F9                                    | 25 giugno 2021     | Justin Lin       | Justin Lin, Dan Mazeau                          | Justin Lin, Neal H. Moritz, Vin Diesel, Jeff Kirschenbaum, Joe Roth, Clayton Townsend, Samantha Vincent |
| Fast X                                | Fast X                                | 19 maggio 2023     | Louis Leterrier  | Justin Lin, Daniel Casey                        | Justin Lin, Neal H. Moritz, Vin Diesel, Jeff Kirschenbaum, Clayton Townsen, Samantha Vincent            |
| Spin-off                              |                                       |                    |                  |                                                 | |
| Fast & Furious - Hobbs & Shaw         | Hobbs & Shaw                          | 2 agosto 2019      | David Leitch     | Chris Morgan, Drew Pearce                       | Chris Morgan, Hiram Garcia, Dwayne Johnson, Jason Statham                                               |

### Serie principale

#### Fast and Furious(2001)
Brian O'Conner (Paul Walker) è un agente della polizia di Los Angeles (LAPD), infiltrato con lo pseudonimo di Brian Spilner in una banda che opera nel settore delle gare clandestine. Il capo della banda è Dominic Toretto (Vin Diesel), un campione di gare di auto e criminale fuggitivo. Brian fa presto a conquistare la fiducia di Dom e la sorella di quest'ultimo, Mia. La banda ha bisogno di assalire e rapinare camion per riuscire a sostenere gli ingenti costi dei pezzi di ricambio e delle elaborazioni per i loro bolidi da corsa, il compito di O'Conner sarà quello di riuscire a incastrare i vertici dell'organizzazione. Qualcosa va storto e Brian, per salvare la vita ai suoi nuovi amici, è costretto a liberarli svelando il suo vero lavoro e perdendo la loro fiducia, inoltre nel far ciò diventa a sua volta ricercato.

#### 2 Fast 2 Furious(2003)
Il film vede protagonisti Brian O'Conner e Roman Pearce, vecchi amici d'infanzia separati in seguito all'arresto di Pearce da parte della polizia per cui Brian lavorava. Loro dovranno entrare a far parte, sotto copertura, della squadra di Carter Verone, facoltoso ricercato dell'ONU che propone ai due una gara per testare la loro esperienza. Inoltre, 11 mesi prima si era infiltrata la bella Monica Fuentes, la quale finge di essere amante di Verone. Alla fine saranno scoperti tutti e tre e dovranno fuggire per riuscire a sopravvivere contando solo sui loro amici d'asfalto. All'interno della serie, la pellicola spiega le vicende vissute da Brian dopo aver lasciato fuggire Dominic Toretto.

#### The Fast and the Furious: Tokyo Drift(2006)
Sean Boswell è un ragazzo che cerca di affermarsi come pilota nelle corse automobilistiche illegali. Dopo l'ennesima corsa illegale, stavolta in un cantiere, la madre lo spedisce in Giappone da suo padre, un militare in carriera di stanza a Tokyo, per evitargli di finire in riformatorio. Etichettato come gaijin (straniero) ed emarginato poiché non conosce una parola di giapponese, non impiega molto a trovare come amico un ragazzo americano, Twinkie, che lo introduce nel mondo sotterraneo del drifting. Sean provoca il nipote di un boss locale, D.K., e viene da questi sfidato a una gara di drifting. Per vincere viene quindi addestrato da Han Lue, un ex membro del team di Dominic Toretto nonché socio di D.K.

#### Fast & Furious - Solo parti originali(2009)
Brian O'Conner, dopo essere stato reintegrato nell'FBI, torna nuovamente sotto copertura per infiltrarsi nella banda di un pericoloso trafficante di droga di Los Angeles noto come Braga. Per questa nuova missione Brian dovrà fare coppia proprio con colui che aveva ingannato cinque anni prima: Dominic Toretto. Dom, scoprendo la morte della sua fidanzata Letty (della quale è responsabile Fenix, scagnozzo di Braga), si prepara alla vendetta insieme a Brian. Dovranno quindi incastrare Braga con l'aiuto di un informatore, David Park, che li farà entrare nel giro delle corse clandestine. Ambientato tra Los Angeles e il deserto messicano, questo quarto capitolo della serie riporta insieme sullo schermo Vin Diesel, Paul Walker, Michelle Rodriguez, Jordana Brewster e Sung Kang nel ruolo di Han Lue.

#### Fast & Furious 5(2011)
Dopo aver impedito l'arrivo dell'autobus al carcere di massima sicurezza, Mia Toretto e l'ex agente federale Brian O'Conner scappano in Brasile liberando Dominic Toretto. Là, durante una rapina a un treno, rincontrano Vince (componente della banda di Toretto nel primo film della serie, nonché migliore amico sin dall'infanzia di Dom) e scoprono che il mandante del furto è un ricco affarista di Rio De Janeiro, Hernan Reyes, interessato a recuperare un chip nascosto nell'autoradio di una macchina rubata precedentemente, la quale contiene tutti i dati dei suoi traffici illeciti da centinaia di milioni di dollari. A causa del furto al treno, Toretto e O'Conner vengono braccati dall'agente Luke Hobbs. Dom e Brian decidono di utilizzare le informazioni del chip per fare un ultimo colpo e derubare tutte le finanze di Reyes. Ma per compiere tutto questo hanno bisogno di formare una nuova squadra con i lori amici apparsi nei precedenti capitoli: Roman Pearce, Tej Parker, Han Lue, Gisele Yashar, Rico Santos, Tego Leo.

#### Fast & Furious 6(2013)
Il sesto capitolo è stato annunciato il 24 giugno 2011, tramite il profilo Facebook di Vin Diesel, e la data d'uscita fissata per il 24 maggio 2013, giorno del memorial day americano. Confermati Justin Lin (regia) e Neal H. Moritz e Vin Diesel (produzione). Sia Moritz sia Diesel dichiararono che il film si sarebbe intitolato Fast Six, salvo poi cambiare in Furious 6. Nonostante il film sia stato pubblicizzato in tutto il mondo col titolo Fast & Furious 6, nella versione americana è ancora possibile leggere il titolo originale Furious 6 a inizio film, subito dopo l'intro accompagnata dal brano musicale "We Own It". La stesura della trama è stata affidata a Chris Morgan, già autore di diversi capitoli della serie.
L'agente Luke Hobbs è all’inseguimento di un'organizzazione internazionale di mercenari criminali, la cui mente, Owen Shaw, è aiutata dal suo caparbio e determinato luogotenente che si rivela essere Letty, creduta morta da Dom. L'unico modo per fermare la squadra di criminali è quello di batterli sulla strada, così Hobbs chiede a Dom di rimettere insieme la propria squadra e di recarsi a Londra per unirsi a lui nella caccia a Owen Shaw. In cambio Hobbs promette l'amnistia a Dom e ai suoi in modo da poter tornare a casa con le proprie famiglie.

#### Fast & Furious 7(2015)
Grazie alla fine anticipata delle riprese, il film è disponibile nelle sale cinematografiche già a partire dal 2 aprile 2015. La stesura della trama è affidata a Chris Morgan, già autore di diversi capitoli della serie. La produzione del film, inizialmente, è stata sospesa per un periodo, come dichiarato dalla Universal Pictures in un comunicato ufficiale, a causa della prematura morte del protagonista Paul Walker. Le riprese sono successivamente ripartite in data 19 marzo 2014 dopo uno stop di 4 mesi che ha lasciato modo agli attori e all'intera casa della Universal Pictures di riprendersi dalla tragica vicenda.
Dopo aver ferito in modo grave Owen Shaw e aver ucciso tutti i membri della sua squadra di mercenari nel sesto film, Dom, Brian e la loro squadra sono in grado di ritornare negli Stati Uniti e vivere di nuovo la vita normale come avevano desiderato. Ma il fratello maggiore di Owen, Deckard Shaw (Jason Statham) alle spalle di Dom, cerca vendetta per il ferimento di suo fratello, e dopo la morte di Han in The Fast and the Furious: Tokyo Drift, l'equipaggio stabilisce di fermare l'uomo che ha ucciso uno di loro prima che lui li trovi per primi.

#### Fast & Furious 8(2017)
Il 27 aprile 2016 Vin Diesel e il regista F. Gary Gray hanno pubblicato sui propri profili social un video e delle foto che confermano l'inizio della produzione di Fast & Furious 8; sempre lo stesso giorno ad Akranes, in Islanda, sono state pubblicate delle foto dal set che mostrano veicoli truccati e mezzi blindati correre sul ghiaccio, mentre a Cuba delle gigantesche esplosioni. A giugno 2016 la produzione annuncia l'entrata nel cast di Helen Mirren, che interpreterà Magdalena, la madre di Owen e Deckard Shaw, i cattivi dei precedenti capitoli; smentendo ufficialmente l'ingaggio di Cara Delevingne. Nel luglio 2016 vengono confermati anche il ritorno di Tego Calderón e Don Omar che interpretarono Tego Leo e Rico Santos nel quarto e quinto capitolo della serie; Vin Diesel annuncia inoltre sui social che il primo trailer verrà mostrato a Times Square a New York l'11 dicembre 2016. Il 9 dicembre 2016, viene rivelato il titolo ufficiale del film, The Fate of the Furious.
Con Dom e Letty in luna di miele e la partenza di Brian e Mia, la squadra sembra aver finalmente trovato la tranquillità tanto desiderata. Ma ovviamente i guai sono dietro l'angolo, e questa volta si manifestano sotto le spoglie della bella e letale Cipher, una spietata terrorista, che riesce a spezzare l'equilibrio della squadra trascinando Dominic dalla sua parte. Per riportarlo alla ragione, Letty, Hobbs e gli altri saranno costretti a chiedere aiuto ad una loro vecchia nemesi, Deckard Shaw.

#### Fast & Furious 9 - The Fast Saga(2021)
Nel febbraio 2016 Vin Diesel annunciò il nono e decimo capitolo della serie, che sarebbero dovuti uscire rispettivamente il 10 aprile 2020 e 2 aprile 2021, ma a causa della pandemia di COVID-19 la data di uscita è stata rimandata al 18 agosto 2021 per quanto riguarda il nono capitolo, per quanto riguarda il decimo l'uscita è stata slittata al 7 aprile 2023. Questi due capitoli presumibilmente andranno a concludere la serie. Justin Lin è tornato come regista per il nono film. Sono tornati, inoltre, anche Jordana Brewster nel ruolo di Mia Toretto, Charlize Theron nel ruolo di Cipher, Helen Mirren nel ruolo di Magdalene Shaw, Sung Kang è ritornato nel ruolo del redivivo Han; inoltre, il film vede l'esordio di John Cena nella serie nel ruolo di Jakob Toretto, il fratello minore di Dom e maggiore di Mia.
Il 24 gennaio 2019 Vin Diesel annuncia l'inizio della produzione del nono film per febbraio a Londra. Successivamente la produzione si sposta ad Atlanta e Boston nel mese di aprile.

#### Fast X(2023)
Vin Diesel, Michelle Rodriguez, Jordana Brewster, Tyrese Gibson, Christopher "Ludacris" Bridges, Nathalie Emmanuel, John Cena, Sung Kang, Charlize Theron, Helen Mirren, Jason Statham, Anna Sawai e Cardi B tornano nel decimo capitolo, le cui riprese sono iniziate a inizio 2022. Dwayne Johnson ha annunciato che non prende parte al cast degli ultimi due capitoli della saga a causa dei diverbi avuti con Vin Diesel in passato e che tornerà invece nel sequel di Fast & Furious - Hobbs & Shaw. Ad aprile 2022 viene annunciato l'ingresso nel cast di Jason Momoa, Alan Ritchson e Brie Larson. Alcune scene sono girate, nel mese di maggio 2022, presso Genzano di Roma, città dell'Infiorata conosciuta in tutto il mondo, e in particolare in alcune vie del centro, adattate per l'occasione. Altre scene sono girate a Torino nella zona del Lungo Po tra piazza Crimea e Corso Moncalieri. Justin Lin viene sostituito da Louis Leterrier, dopo aver abbandonato la regia, a causa di alcuni litigi con Vin Diesel.
Annunciato il 18 agosto 2021 da Universal Pictures per il 7 aprile 2023, il film esce il 19 maggio 2023 in USA e il 18 maggio dello stesso anno in Italia. Il primo trailer è stato pubblicato il 10 febbraio 2023.

### Spin-off

#### Fast & Furious - Hobbs & Shaw(2019)
Dopo l'ottavo capitolo viene annunciata la realizzazione di uno spin-off intitolato Fast & Furious - Hobbs & Shaw in uscita il 2 agosto 2019; esso è dedicato ai personaggi di Luke Hobbs e Deckard Shaw, interpretati da Dwayne Johnson e Jason Statham, e li vedrà scontrarsi con Idris Elba nei panni dell'antagonista Brixton Lore, ex alleato ed ex partner di Deckard. Torna anche Helen Mirren che riprende il ruolo di Magdalene Shaw, la madre di Deckard, mentre Vanessa Kirby esordisce nella saga nei panni di Hattie Shaw, la sorella minore di Deckard e Owen.

## Cortometraggi

### The Turbo-Charged Prelude for 2 Fast 2 Furious(2003)
È un cortometraggio di circa 6 minuti ed è un prequel di 2 Fast 2 Furious. Il cortometraggio segue il finale del primo Fast and Furious dove Brian, dopo aver aiutato Dom a scappare e non farsi catturare dalla polizia in arrivo, viene ricercato dalla polizia. Brian pertanto decide di scappare e, fra alcune corse clandestine con lo scopo di fare un po' di soldi, giunge a Miami.

### Los Bandoleros(2009)
È un cortometraggio di circa 20 minuti diretto da Vin Diesel, funge da preludio a Fast & Furious - Solo parti originali. Nel cortometraggio Dom e Letty riaprono la loro storia, inoltre viene spiegato come avvenne l'incontro con Han Lue e quello con Tego Leo e Rico Santos (conosciuti da Dom in carcere nel 1991) e del perché abbiano deciso di derubare il camion di benzina, scena che apre il quarto film.

## Serie animata

### Fast & Furious - Piloti sotto copertura(2019-2021)
Il 23 aprile 2018 viene annunciata una serie animata in computer grafica sviluppata da Universal Pictures e DreamWorks Animation intitolata Fast & Furious Spy Racers (titolo italiano: Fast & Furious - Piloti sotto copertura), basata sulla serie principale e ambientata due anni dopo Fast & Furious 8. Il protagonista della serie è Tony Toretto, cugino di Dom. Quest'ultimo viene reclutato da un'agenzia governativa, insieme ai suoi amici, con l'incarico di infiltrarsi in una delle più prestigiose corse clandestine gestita da un'organizzazione criminale decisa a conquistare il mondo. La serie esce su Netflix, in Italia va in onda dal 26 dicembre 2019. Il 17 dicembre 2021 esce la sesta e ultima stagione della serie.

## Cronologia
- Fast and Furious (2001)
- The Turbo-Charged Prelude for 2 Fast 2 Furious (2003)
- 2 Fast 2 Furious (2003)
- Los Bandoleros (2009)
- Fast & Furious - Solo parti originali (2009)
- Fast & Furious 5 (2011)
- Fast & Furious 6 (2013)
- The Fast and the Furious: Tokyo Drift (2006)
- Fast & Furious 7 (2015)
- Fast & Furious 8 (2017)
- Fast & Furious - Hobbs & Shaw (2019)
- Fast & Furious - Piloti sotto copertura (2019-2021)
- Fast & Furious 9 - The Fast Saga (2021)
- Fast X (2023)

## Personaggi e interpreti
| Appare   | Indica che il personaggio appare nel film.                                               |
| Archivio | Indica che il personaggio appare solo con immagini tratte dall'archivio della Universal. |
| Cameo    | Indica che il personaggio appare solo in un cameo.                                       |
| Foto     | Indica che il personaggio non appare fisicamente, ma solo in una foto.                   |

| Personaggio              | Interprete                                 | Film                    | Film                                                  | Film                    | Film                                         | Film                  | Film                                         | Film                    | Film                    | Film                    | Film                    | Film                                 | Film                                    | Film                  |          |
| Personaggio              | Interprete                                 | Fast and Furious (2001) | The Turbo-Charged Prelude for 2 Fast 2 Furious (2003) | 2 Fast 2 Furious (2003) | The Fast and the Furious: Tokyo Drift (2006) | Los Bandoleros (2009) | Fast & Furious - Solo parti originali (2009) | Fast & Furious 5 (2011) | Fast & Furious 6 (2013) | Fast & Furious 7 (2015) | Fast & Furious 8 (2017) | Fast & Furious - Hobbs & Shaw (2019) | Fast & Furious 9 - The Fast Saga (2021) | Fast X (2023)         |          |
| Personaggi principali    | Personaggi principali                      | Personaggi principali   | Personaggi principali                                 | Personaggi principali   | Personaggi principali                        | Personaggi principali | Personaggi principali                        | Personaggi principali   | Personaggi principali   | Personaggi principali   | Personaggi principali   | Personaggi principali                | Personaggi principali                   | Personaggi principali |          |
| ------------------------ | ------------------------------------------ | ----------------------- | ----------------------------------------------------- | ----------------------- | -------------------------------------------- | --------------------- | -------------------------------------------- | ----------------------- | ----------------------- | ----------------------- | ----------------------- | ------------------------------------ | --------------------------------------- | --------------------- | -------- |
| Dominic Toretto          | Vin Diesel                                 | Appare                  | Archivio                                              |                         | Cameo                                        | Appare                | Appare                                       | Appare                  | Appare                  | Appare                  | Appare                  |                                      | Appare                                  | Appare                |          |
| Brian O'Conner           | Paul Walker                                | Appare                  | Appare                                                | Appare                  |                                              |                       | Appare                                       | Appare                  | Appare                  | Appare                  |                         |                                      |                                         | Archivio              |          |
| Leticia Ortiz            | Michelle Rodriguez                         | Appare                  |                                                       |                         |                                              | Appare                | Appare                                       | Foto                    | Appare                  | Appare                  | Appare                  |                                      | Appare                                  | Appare                |          |
| Mia Toretto              | Jordana Brewster                           | Appare                  |                                                       |                         |                                              |                       | Appare                                       | Appare                  | Appare                  | Appare                  |                         |                                      | Appare                                  | Appare                |          |
| Roman Pearce             | Tyrese Gibson                              |                         |                                                       | Appare                  |                                              |                       |                                              | Appare                  | Appare                  | Appare                  | Appare                  |                                      | Appare                                  | Appare                |          |
| Tej Parker               | Chris "Ludacris" Bridges                   |                         |                                                       | Appare                  |                                              |                       |                                              | Appare                  | Appare                  | Appare                  | Appare                  |                                      | Appare                                  | Appare                |          |
| Sean Boswell             | Lucas Black                                |                         |                                                       |                         | Appare                                       |                       |                                              |                         |                         | Cameo                   |                         |                                      | Appare                                  |                       |          |
| Han Seoul-Oh / Han Lue   | Sung Kang                                  |                         |                                                       |                         | Appare                                       | Appare                | Appare                                       | Appare                  | Appare                  | Archivio                |                         |                                      | Appare                                  | Appare                |          |
| Gisele Yashar            | Gal Gadot                                  |                         |                                                       |                         |                                              |                       | Appare                                       | Appare                  | Appare                  | Archivio                |                         |                                      | Archivio                                | Cameo                 |          |
| Luke Hobbs               | Dwayne Johnson                             |                         |                                                       |                         |                                              |                       |                                              | Appare                  | Appare                  | Appare                  | Appare                  | Appare                               |                                         | Cameo                 |          |
| Deckard Shaw             | Jason Statham                              |                         |                                                       |                         |                                              |                       |                                              |                         | Cameo                   | Appare                  | Appare                  | Appare                               | Cameo                                   | Appare                |          |
| Ramsey                   | Nathalie Emmanuel                          |                         |                                                       |                         |                                              |                       |                                              |                         |                         | Appare                  | Appare                  |                                      | Appare                                  | Appare                |          |
| Jakob Toretto            | John Cena                                  |                         |                                                       |                         |                                              |                       |                                              |                         |                         |                         |                         |                                      | Appare                                  | Appare                |          |
| Personaggi secondari     |                                            |                         |                                                       |                         |                                              |                       |                                              |                         |                         |                         |                         |                                      |                                         |                       |          |
| Vince                    | Matt Schulze                               | Appare                  |                                                       |                         |                                              |                       |                                              | Appare                  | Archivio                |                         |                         |                                      |                                         |                       |          |
| Jesse                    | Chad Lindberg                              | Appare                  |                                                       |                         |                                              |                       |                                              |                         |                         |                         |                         |                                      |                                         |                       |          |
| Leon                     | Johnny Strong                              | Appare                  |                                                       |                         |                                              |                       |                                              |                         |                         |                         |                         |                                      |                                         |                       |          |
| Monica Fuentes           | Eva Mendes                                 |                         |                                                       | Appare                  |                                              |                       |                                              | Cameo                   |                         |                         |                         |                                      |                                         |                       |          |
| Neela Ezar               | Nathalie Kelley                            |                         |                                                       |                         | Appare                                       |                       |                                              |                         |                         | Archivio                |                         |                                      |                                         |                       |          |
| Twinkie                  | Bow Wow                                    |                         |                                                       |                         | Appare                                       |                       |                                              |                         |                         | Archivio                |                         |                                      | Appare                                  |                       |          |
| Tego Leo                 | Tego Calderón                              |                         |                                                       |                         |                                              | Appare                | Appare                                       | Appare                  | Archivio                | Archivio                | Cameo                   |                                      |                                         | Cameo                 |          |
| Rico Santos              | Don Omar                                   |                         |                                                       |                         |                                              | Appare                | Appare                                       | Appare                  | Archivio                | Archivio                | Cameo                   |                                      | Appare                                  | Cameo                 |          |
| Elena Neves              | Elsa Pataky                                |                         |                                                       |                         |                                              |                       |                                              | Appare                  | Appare                  | Appare                  | Appare                  |                                      |                                         | Archivio              | Archivio |
| Signor Nessuno           | Kurt Russell                               |                         |                                                       |                         |                                              |                       |                                              |                         |                         | Appare                  | Appare                  |                                      | Appare                                  |                       |          |
| Piccolo Nessuno          | Scott Eastwood                             |                         |                                                       |                         |                                              |                       |                                              |                         |                         |                         | Appare                  |                                      |                                         | Appare                |          |
| Hattie Shaw              | Vanessa Kirby                              |                         |                                                       |                         |                                              |                       |                                              |                         |                         |                         |                         | Appare                               |                                         |                       |          |
| Margarita "Madame M"     | Eiza González                              |                         |                                                       |                         |                                              |                       |                                              |                         |                         |                         |                         | Appare                               |                                         |                       |          |
| Jonah Hobbs              | Cliff Curtis                               |                         |                                                       |                         |                                              |                       |                                              |                         |                         |                         |                         | Appare                               |                                         |                       |          |
| Tess                     | Brie Larson                                |                         |                                                       |                         |                                              |                       |                                              |                         |                         |                         |                         |                                      |                                         | Appare                |          |
| Personaggi di supporto   |                                            |                         |                                                       |                         |                                              |                       |                                              |                         |                         |                         |                         |                                      |                                         |                       |          |
| Hector                   | Noel Gugliemi                              | Appare                  |                                                       |                         |                                              |                       |                                              |                         |                         | Cameo                   |                         |                                      |                                         |                       |          |
| Agente Bilkins           | Thom Barry                                 | Appare                  |                                                       | Appare                  |                                              |                       |                                              |                         |                         |                         |                         |                                      |                                         |                       |          |
| Sergente Tanner          | Ted Levine                                 | Appare                  |                                                       |                         |                                              |                       |                                              |                         |                         |                         |                         |                                      |                                         |                       |          |
| Ragazza                  | Minka Kelly                                |                         | Appare                                                |                         |                                              |                       |                                              |                         |                         |                         |                         |                                      |                                         |                       |          |
| Agente Markham           | James Remar                                |                         |                                                       | Appare                  |                                              |                       |                                              |                         |                         |                         |                         |                                      |                                         |                       |          |
| Suki                     | Devon Aoki                                 |                         |                                                       | Appare                  |                                              |                       |                                              |                         |                         | Archivio                |                         |                                      |                                         |                       |          |
| Orange Julius            | Amaury Nolasco                             |                         |                                                       | Appare                  |                                              |                       |                                              |                         |                         | Archivio                |                         |                                      |                                         |                       |          |
| Slap Jack                | Michael Ealy                               |                         |                                                       | Appare                  |                                              |                       |                                              |                         |                         | Archivio                |                         |                                      |                                         |                       |          |
| Jimmy                    | Jin Au-Yeung                               |                         |                                                       | Appare                  |                                              |                       |                                              |                         |                         |                         |                         |                                      |                                         |                       |          |
| Maggiore Boswell         | Brian Goodman                              |                         |                                                       |                         | Appare                                       |                       |                                              |                         |                         |                         |                         |                                      |                                         |                       |          |
| Sig.ra Boswell           | Lynda Boyd                                 |                         |                                                       |                         | Appare                                       |                       |                                              |                         |                         |                         |                         |                                      |                                         |                       |          |
| Earl                     | Jason Tobin                                |                         |                                                       |                         | Appare                                       |                       |                                              |                         |                         |                         |                         |                                      | Appare                                  |                       |          |
| Reiko                    | Keiko Kitagawa                             |                         |                                                       |                         | Appare                                       |                       |                                              |                         |                         |                         |                         |                                      |                                         |                       |          |
| Elvis                    | Juan Fernandez                             |                         |                                                       |                         |                                              | Appare                |                                              |                         |                         |                         |                         |                                      |                                         |                       |          |
| Cara Mirtha              | Mirtha Michelle                            |                         |                                                       |                         |                                              | Appare                | Appare                                       |                         |                         |                         |                         |                                      |                                         |                       |          |
| Agente Michael Stasiak   | Shea Whigham                               |                         |                                                       |                         |                                              |                       | Appare                                       |                         | Appare                  |                         |                         |                                      | Appare                                  |                       |          |
| Agente Penning           | Jack Conley                                |                         |                                                       |                         |                                              |                       | Appare                                       |                         |                         |                         |                         |                                      |                                         |                       |          |
| Agente Sophie Trinh      | Liza Lapira                                |                         |                                                       |                         |                                              |                       | Appare                                       |                         |                         |                         |                         |                                      |                                         |                       |          |
| Agente Wilkes            | Fernando Chien                             |                         |                                                       |                         |                                              |                       |                                              | Appare                  |                         |                         |                         |                                      |                                         |                       |          |
| Agente Fusco             | Alimi Ballard                              |                         |                                                       |                         |                                              |                       |                                              | Appare                  |                         |                         |                         |                                      |                                         |                       |          |
| Agente Chato             | Yorgo Constantine                          |                         |                                                       |                         |                                              |                       |                                              | Appare                  |                         |                         |                         |                                      |                                         |                       |          |
| Agente Macroy            | Geoff Meed                                 |                         |                                                       |                         |                                              |                       |                                              | Appare                  |                         |                         |                         |                                      |                                         |                       |          |
| Rosa                     | Jeirmarie Osorio                           |                         |                                                       |                         |                                              |                       |                                              | Appare                  |                         |                         |                         |                                      |                                         |                       |          |
| Jack O'Conner            | Max William Crane; Charlie e Miller Kimsey |                         |                                                       |                         |                                              |                       |                                              |                         | Appare                  | Appare                  |                         |                                      |                                         |                       |          |
| Samantha "Sam" Hobbs     | Eden Estrella; Eliana Su'a                 |                         |                                                       |                         |                                              |                       |                                              |                         |                         | Appare                  | Appare                  | Appare                               |                                         |                       |          |
| Mando                    | Romeo Santos                               |                         |                                                       |                         |                                              |                       |                                              |                         |                         | Appare                  |                         |                                      |                                         |                       |          |
| Safar                    | Ali Fazal                                  |                         |                                                       |                         |                                              |                       |                                              |                         |                         | Appare                  |                         |                                      |                                         |                       |          |
| Agente Sheppard          | John Brotherton                            |                         |                                                       |                         |                                              |                       |                                              |                         |                         | Appare                  |                         |                                      |                                         |                       |          |
| Fernando Toretto         | Janmarco Santiago                          |                         |                                                       |                         |                                              |                       |                                              |                         |                         |                         | Appare                  |                                      |                                         |                       |          |
| Raldo                    | Celestino Cornielle                        |                         |                                                       |                         |                                              |                       |                                              |                         |                         |                         | Appare                  |                                      |                                         |                       |          |
| Magdalene "Queenie" Shaw | Helen Mirren                               |                         |                                                       |                         |                                              |                       |                                              |                         |                         |                         | Appare                  | Appare                               | Appare                                  | Appare                |          |
| Brian Marcos Toretto     | Carlos De La Hoz; James Ayoub              |                         |                                                       |                         |                                              |                       |                                              |                         |                         |                         | Appare                  |                                      | Appare                                  | Appare                |          |
| Victor Locke             | Ryan Reynolds                              |                         |                                                       |                         |                                              |                       |                                              |                         |                         |                         |                         | Appare                               |                                         |                       |          |
| Loeb                     | Rob Delaney                                |                         |                                                       |                         |                                              |                       |                                              |                         |                         |                         |                         | Appare                               |                                         |                       |          |
| Dinkley                  | Kevin Hart                                 |                         |                                                       |                         |                                              |                       |                                              |                         |                         |                         |                         | Appare                               |                                         |                       |          |
| Professor Andreiko       | Eddie Marsan                               |                         |                                                       |                         |                                              |                       |                                              |                         |                         |                         |                         | Appare                               |                                         |                       |          |
| Mateo Hobbs              | Roman Reigns                               |                         |                                                       |                         |                                              |                       |                                              |                         |                         |                         |                         | Appare                               |                                         |                       |          |
| Timo Hobbs               | Josh Mauga                                 |                         |                                                       |                         |                                              |                       |                                              |                         |                         |                         |                         | Appare                               |                                         |                       |          |
| Kal Hobbs                | John Tui                                   |                         |                                                       |                         |                                              |                       |                                              |                         |                         |                         |                         | Appare                               |                                         |                       |          |
| Sefina Hobbs             | Lori Pelenise Tuisano                      |                         |                                                       |                         |                                              |                       |                                              |                         |                         |                         |                         | Appare                               |                                         |                       |          |
| Aimes                    | Alan Ritchson                              |                         |                                                       |                         |                                              |                       |                                              |                         |                         |                         |                         |                                      |                                         | Appare                |          |
| Isabel Neves             | Daniela Melchior                           |                         |                                                       |                         |                                              |                       |                                              |                         |                         |                         |                         |                                      |                                         | Appare                |          |
| Abuelita Toretto         | Rita Moreno                                |                         |                                                       |                         |                                              |                       |                                              |                         |                         |                         |                         |                                      |                                         | Appare                |          |
| Diogo                    | Luis Da Silva                              |                         |                                                       |                         |                                              |                       |                                              |                         |                         |                         |                         |                                      |                                         | Appare                |          |
| Antagonisti principali   |                                            |                         |                                                       |                         |                                              |                       |                                              |                         |                         |                         |                         |                                      |                                         |                       |          |
| Cipher                   | Charlize Theron                            |                         |                                                       |                         |                                              |                       |                                              |                         |                         |                         | Appare                  |                                      | Appare                                  | Appare                |          |
| Dante Reyes              | Jason Momoa                                |                         |                                                       |                         |                                              |                       |                                              |                         |                         |                         |                         |                                      |                                         | Appare                |          |
| Johnny Tran              | Rick Yune                                  | Appare                  |                                                       |                         |                                              |                       |                                              |                         |                         |                         |                         |                                      |                                         |                       |          |
| Carter Verone            | Cole Hauser                                |                         |                                                       | Appare                  |                                              |                       |                                              |                         |                         |                         |                         |                                      |                                         |                       |          |
| D.K./Takashi             | Brian Tee                                  |                         |                                                       |                         | Appare                                       |                       |                                              |                         |                         |                         |                         |                                      |                                         |                       |          |
| Arturo Braga             | John Ortiz                                 |                         |                                                       |                         |                                              |                       | Appare                                       |                         | Appare                  |                         |                         |                                      |                                         |                       |          |
| Hernan Reyes             | Joaquim de Almeida                         |                         |                                                       |                         |                                              |                       |                                              | Appare                  |                         |                         |                         |                                      |                                         | Cameo                 |          |
| Owen Shaw                | Luke Evans                                 |                         |                                                       |                         |                                              |                       |                                              |                         | Appare                  | Cameo                   | Appare                  |                                      |                                         |                       |          |
| Brixton Lore             | Idris Elba                                 |                         |                                                       |                         |                                              |                       |                                              |                         |                         |                         |                         | Appare                               |                                         |                       |          |
| Otto                     | Thue Ersted Rasmussen                      |                         |                                                       |                         |                                              |                       |                                              |                         |                         |                         |                         |                                      | Appare                                  |                       |          |
| Antagonisti secondari    |                                            |                         |                                                       |                         |                                              |                       |                                              |                         |                         |                         |                         |                                      |                                         |                       |          |
| Lance Nguyen             | Reggie Lee                                 | Appare                  |                                                       |                         |                                              |                       |                                              |                         |                         |                         |                         |                                      |                                         |                       |          |
| Enrique                  | Matt Gallini                               |                         |                                                       | Appare                  |                                              |                       |                                              |                         |                         |                         |                         |                                      |                                         |                       |          |
| Roberto                  | Roberto Sanchez                            |                         |                                                       | Appare                  |                                              |                       |                                              |                         |                         |                         |                         |                                      |                                         |                       |          |
| Morimoto                 | Leonardo Nam                               |                         |                                                       |                         | Appare                                       |                       |                                              |                         |                         |                         |                         |                                      |                                         |                       |          |
| Sig. Kamata              | Sonny Chiba                                |                         |                                                       |                         | Appare                                       |                       |                                              |                         |                         |                         |                         |                                      |                                         |                       |          |
| Fenix Calderon           | Laz Alonso                                 |                         |                                                       |                         |                                              |                       | Appare                                       |                         | Archivio                |                         |                         |                                      |                                         |                       |          |
| Zizi                     | Michael Irby                               |                         |                                                       |                         |                                              |                       |                                              | Appare                  |                         |                         |                         |                                      |                                         |                       |          |
| Riley Hicks              | Gina Carano                                |                         |                                                       |                         |                                              |                       |                                              |                         | Appare                  |                         |                         |                                      |                                         |                       |          |
| Jah                      | Joe Taslim                                 |                         |                                                       |                         |                                              |                       |                                              |                         | Appare                  |                         |                         |                                      |                                         |                       |          |
| Vegh                     | Clara Paget                                |                         |                                                       |                         |                                              |                       |                                              |                         | Appare                  |                         |                         |                                      |                                         |                       |          |
| Klaus                    | Kim Kold                                   |                         |                                                       |                         |                                              |                       |                                              |                         | Appare                  |                         |                         |                                      |                                         |                       |          |
| Adolfson                 | Benjamin Davies                            |                         |                                                       |                         |                                              |                       |                                              |                         | Appare                  |                         |                         |                                      |                                         |                       |          |
| Mosè Jakande             | Djimon Hounsou                             |                         |                                                       |                         |                                              |                       |                                              |                         |                         | Appare                  | Foto                    |                                      |                                         |                       |          |
| Kiet                     | Tony Jaa                                   |                         |                                                       |                         |                                              |                       |                                              |                         |                         | Appare                  |                         |                                      |                                         |                       |          |
| Kara                     | Ronda Rousey                               |                         |                                                       |                         |                                              |                       |                                              |                         |                         | Appare                  |                         |                                      |                                         |                       |          |
| Edgar                    | Mounir Echchaoui                           |                         |                                                       |                         |                                              |                       |                                              |                         |                         |                         |                         |                                      | Appare                                  |                       |          |
| Connor Rhodes            | Kristofer Hivju                            |                         |                                                       |                         |                                              |                       |                                              |                         |                         |                         |                         | Appare                               |                                         |                       |          |

## Cast tecnico
| Crew/Detail                | Fast & Furious (2001)                                                                   | 2 Fast 2 Furious (2003)                                                            | The Fast and the Furious: Tokyo Drift (2006)                     | Fast & Furious - Solo parti originali (2009)                     | Fast & Furious 5 (2011)                                          | Fast & Furious 6 (2013)                                                         | Fast & Furious 7 (2015)                                          | Fast & Furious 8 (2017)                                          | Fast & Furious - Hobbs & Shaw (2019)                   | Fast & Furious 9 - The Fast Saga (2021)                                         |
| -------------------------- | --------------------------------------------------------------------------------------- | ---------------------------------------------------------------------------------- | ---------------------------------------------------------------- | ---------------------------------------------------------------- | ---------------------------------------------------------------- | ------------------------------------------------------------------------------- | ---------------------------------------------------------------- | ---------------------------------------------------------------- | ------------------------------------------------------ | ------------------------------------------------------------------------------- |
| Regista                    | Rob Cohen                                                                               | John Singleton                                                                     | Justin Lin                                                       | Justin Lin                                                       | Justin Lin                                                       | Justin Lin                                                                      | James Wan                                                        | F. Gary Gray                                                     | David Leitch                                           | Justin Lin                                                                      |
| Produttori                 | Neal H. Moritz                                                                          | Neal H. Moritz                                                                     | Neal H. Moritz                                                   | Neal H. Moritz Vin Diesel Michael Fottrell                       | Neal H. Moritz Vin Diesel Michael Fottrell                       | Neal H. Moritz Vin Diesel Clayton Townsend                                      | Neal H. Moritz Vin Diesel Michael Fottrell                       | Neal H. Moritz Vin Diesel Michael Fottrell Chris Morgan          | Chris Morgan Dwayne Johnson Jason Statham Hiram garcia | Neal H. Moritz, Vin Diesel, Justin Lin, Clayton Townsend, Chris Morgan          |
| Sceneggiatori              | Gary Scott Thompson Erik Bergquist David Ayer Basato sull'articolo: "Racer X" di Ken Li | Michael Brandt Derek Haas Storia di: Michael Brandt Derek Haas Gary Scott Thompson | Chris Morgan Basato sui personaggi creati da Gary Scott Thompson | Chris Morgan Basato sui personaggi creati da Gary Scott Thompson | Chris Morgan Basato sui personaggi creati da Gary Scott Thompson | Chris Morgan Basato sui personaggi creati da Gary Scott Thompson                | Chris Morgan Basato sui personaggi creati da Gary Scott Thompson | Chris Morgan Basato sui personaggi creati da Gary Scott Thompson | Chris Morgan Drew Pearce                               | Justin Lin Daniel Casey Basato sui personaggi creati da Gary Scott Thompson     |
| Direttore della fotografia | Erison Core                                                                             | Matthew F. Leonetti                                                                | Stephen F. Windon                                                | Amir Mokri                                                       | Stephen F. Windon                                                | Stephen F. Windon                                                               | Stephen F. Windon Marc Spicer                                    | Stephen F. Windon                                                | Jonathan Sela                                          | Stephen F. Windon                                                               |
| Compositore                | BT                                                                                      | David Arnold                                                                       | Brian Tyler                                                      | Brian Tyler                                                      | Brian Tyler                                                      | Lucas Vidal                                                                     | Brian Tyler                                                      | Brian Tyler                                                      | Tyler Bates                                            | Brian Tyler                                                                     |
| Montatori                  | Peter Honess                                                                            | Bruce Cannon Dallas Puett                                                          | Kelly Matsumoto Dallas Puett Fred Raskin                         | Christian Wagner Fred Raskin                                     | Kelly Matsumoto Fred Raskin Christian Wagner                     | Christian Wagner Kelly Matsumoto Dylan Highsmith Greg D'Auria Leigh Folsom Boyd | Christian Wagner Leigh Folsom Boyd Dylan Highsmith Kirk M. Morri | Christian Wagner Paul Rubell                                     | Christopher Rouse                                      | Christian Wagner Kelly Matsumoto Dylan Highsmith Greg D'Auria Leigh Folsom Boyd |
| Costumista                 | Sanja Milkovic Hays                                                                     | Sanja Milkovic Hays                                                                | Sanja Milkovic Hays                                              | Sanja Milkovic Hays                                              | Sanja Milkovic Hays                                              | Sanja Milkovic Hays                                                             | Sanja Milkovic Hays                                              | Sanja Milkovic Hays                                              | Sarah Evelyn Bram                                      | Sanja Milkovic Hays                                                             |
| Scenografo                 | Waldemar Kalinowski                                                                     | Keith Brian Burns                                                                  | Ida Random                                                       | Ida Random                                                       | Peter Wenham                                                     | Jan Roelfs                                                                      | Bill Brzeski                                                     | Bill Brzeski                                                     | David Scheunemann                                      | Jan Roelfs                                                                      |
| Durata                     | 106 minuti                                                                              | 107 minuti                                                                         | 104 minuti                                                       | 107 minuti                                                       | 130 minuti                                                       | 130 minuti                                                                      | 137 minuti 140 minuti (versione estesa)                          | 137 minuti                                                       | 137 minuti                                             | 145 minuti                                                                      |

## Box office
Questi dati sono quelli riportati nei siti web Box Office Mojo (dati USA e mondiali) e Movieplayer.it (dati Italia).
| Film                                         | Stati Uniti    | Italia      | Altri Territori | Mondiale       | Budget         |
| -------------------------------------------- | -------------- | ----------- | --------------- | -------------- | -------------- |
| Fast and Furious (2001)                      | $144.745.925   | €2.800.000  | $62.771.584     | $207.517.509   | $38.000.000    |
| 2 Fast 2 Furious (2003)                      | $127.154.901   | €2.726.407  | $109.195.760    | $236.350.661   | $76.000.000    |
| The Fast and the Furious: Tokyo Drift (2006) | $62.514.415    | €3.345.507  | $96.450.195     | $158.964.610   | $85.000.000    |
| Fast & Furious - Solo parti originali (2009) | $155.064.265   | €8.323.987  | $205.302.605    | $360.366.870   | $85.000.000    |
| Fast & Furious 5 (2011)                      | $209.837.675   | €10.897.509 | $416.300.000    | $626.137.675   | $125.000.000   |
| Fast & Furious 6 (2013)                      | $238.679.850   | €12.873.069 | $550.001.118    | $788.680.968   | $160.000.000   |
| Fast & Furious 7 (2015)                      | $353.007.020   | €18.668.775 | $1.162.334.379  | $1.515.341.399 | $190.000.000   |
| Fast & Furious 8 (2017)                      | $226.008.385   | €14.711.299 | $1.009.996.733  | $1.236.005.118 | $250.000.000   |
| Fast & Furious - Hobbs & Shaw (2019)         | $173.956.935   | €6.399.757  | $586.775.991    | $760.732.926   | $200.000.000   |
| Fast & Furious 9 - The Fast Saga (2021)      | $173.005.945   | €4.865.393  | $553.223.556    | $726.229.501   | $200.000.000   |
| Fast X (2023)                                | $145.960.660   | €11.812.468 | $573.155.844    | $719.116.504   | $340.000.000   |
| Totale                                       | $2.010.132.811 | €97.424.171 | $5.326.557.035  | $7.410.924.124 | $1.749.000.000 |

## Giudizio della critica
| Film                                         | Rotten Tomatoes   | Metacritic      |
| -------------------------------------------- | ----------------- | --------------- |
| Fast and Furious (2001)                      | 53% (152 giudizi) | 58 (34 giudizi) |
| 2 Fast 2 Furious (2003)                      | 36% (159 giudizi) | 38 (36 giudizi) |
| The Fast and the Furious: Tokyo Drift (2006) | 38% (138 giudizi) | 45 (32 giudizi) |
| Fast & Furious - Solo parti originali (2009) | 28% (177 giudizi) | 46 (28 giudizi) |
| Fast & Furious 5 (2011)                      | 78% (206 giudizi) | 66 (41 giudizi) |
| Fast & Furious 6 (2013)                      | 70% (213 giudizi) | 61 (39 giudizi) |
| Fast & Furious 7 (2015)                      | 81% (280 giudizi) | 67 (50 giudizi) |
| Fast & Furious 8 (2017)                      | 67% (314 giudizi) | 56 (45 giudizi) |
| Fast & Furious - Hobbs & Shaw (2019)         | 68% (346 giudizi) | 60 (54 giudizi) |
| Fast & Furious 9 - The Fast Saga (2021)      | 59% (311 giudizi) | 58 (54 giudizi) |
| Giudizio medio                               | 55,7%             | 54,7 su 100     |

## Altri media

### Videogiochi
Alla serie di Fast and Furious sono stati dedicati diversi videogiochi per cellulari, arcade, dispositivi iOS e Android, Microsoft Windows e console Sony, Microsoft e Nintendo. 
I più degni di nota sono:
- The Fast and the Furious (2004, arcade)
- 2 Fast 2 Furious (2004, telefono cellulare)
- The Fast and the Furious: Super Bikes (2006, arcade)
- The Fast and the Furious (2006, PlayStation 2, PlayStation Portable)
- Fast & Furious: Fugitive (2007, telefono cellulare)
- Fast & Furious: Showdown (2013, Xbox 360, PlayStation 3, Wii U, Nintendo 3DS, Microsoft Windows)
- Forza Horizon 2 Presents Fast & Furious (2015, Xbox 360, Xbox One)
- Fast & Furious Crossroads (2020, Xbox One, PlayStation 4, Microsoft Windows)
- Fast & Furious: Spy Racers Il ritorno della SH1FT3R (2021, Xbox One, PlayStation 4, Nintendo Switch, Microsoft Windows)
- Fast & Furious Arcade (2022, arcade)

### Giochi da tavolo
Nel 2015 viene pubblicato, dalla casa editrice Game Salute, un gioco da tavolo che si ispira alla saga, Fast and Furious: Full Throttle. Nel 2022 è stato pubblicato il gioco da tavolo Fast & Furious: Highway Heist, realizzato dal collettivo di game designer Prospero Hall. Si tratta di un gioco cooperativo in cui i partecipanti interpretano i protagonisti del franchise, impegnati in spettacolari rapine su strada.